# Leucanella schausi
Leucanella schausi är en fjärilsart som beskrevs av Edwards 1884. Leucanella schausi ingår i släktet Leucanella och familjen påfågelsspinnare. Inga underarter finns listade i Catalogue of Life.